# Аце Голчов
Аце Голчов е български революционер, войвода на Македонския комитет.

## Биография
Аце Голчов е роден в малешевското градче Берово, тогава в Османската империя, днес в Северна Македония. В 1895 година е привлечен от Македонския комитет за участие в Четническата акция. Оглавява чета от 20 души, която действа в Паланечко.